# 대한민국 민법 제398조
대한민국 민법 제398조는 배상액의 예정에 대한 민법 채권법 조문이다.

## 조문
제398조(배상액의 예정) ① 당사자는 채무불이행에 관한 손해배상액을 예정할 수 있다.
②손해배상의 예정액이 부당히 과다한 경우에는 법원은 적당히 감액할 수 있다.
③손해배상액의 예정은 이행의 청구나 계약의 해제에 영향을 미치지 아니한다.
④위약금의 약정은 손해배상액의 예정으로 추정한다.
⑤당사자가 금전이 아닌 것으로써 손해의 배상에 충당할 것을 예정한 경우에도 전4항의 규정을 준용한다.

第398條(賠償額의 豫定) ① 當事者는 債務不履行에 關한 損害賠償額을 豫定할 수 있다.
②損害賠償의 豫定額이 不當히 過多한 境遇에는 法院은 適當히 減額할 수 있다.
③損害賠償額의 豫定은 履行의 請求나 契約의 解除에 影響을 미치지 아니한다.
④違約金의 約定은 損害賠償額의 豫定으로 推定한다.
⑤當事者가 金錢이 아닌 것으로써 損害의 賠償에 充當할 것을 豫定한 境遇에도 前4項의 規定을 準用한다.

## 참고 문헌
- 오현수, 일본민법, 진원사, 2014. ISBN 978-89-6346-345-2
- 오세경, 대법전, 법전출판사, 2014 ISBN 978-89-262-1027-7
- 이준현, LOGOS 민법 조문판례집, 미래가치, 2015. ISBN 979-1-155-02086-9